# HC Lev Benešov
HC Lev Benešov (celým názvem: Hockey Club Lev Benešov) je český klub ledního hokeje, který sídlí v Benešově ve Středočeském kraji. Založen byl v roce 1929. Svůj současný název nese od roku 2014. Od sezóny 2012/2013 působí ve Středočeské krajské lize, čtvrté české nejvyšší soutěži ledního hokeje. Klubové barvy jsou modrá a žlutá.
Klub hrával od ročníku 2006/2007 2. hokejovou ligu. V roce 2007 se stala hlavním sponzorem Vodohospodářská společnost (VHS), která změnila název klubu na VHS HC Vodní Lvi Benešov. Klub se sjednotil s klubem SKLH Benešov (Sportovní klub ledního hokeje), který následně zanikl . Majitel klubu a současně ředitel vodohospodářská společnost Antonín Stibůrek odešel do důchodu, nové vedení vodohospodářské společnosti se rozhodlo, že již nebude generálním sponzorem. Po ztrátě hlavního sponzora klub odstranil zkratku z názvu VHS a nesli tak název HC Vodní Lvi Benešov . Klub s nízkým rozpočtem vydržel v soutěži další tři ročníky. V roce 2012 z finančních důvodů prodal svou druholigovou licenci do Moravských Budějovic. Nejznámějším odchovancem je Jan Srdínko, který se do roku 2014 věnoval trénování mládeže v Benešově. Klub od sezóny 2014/2015 začal prakticky od nuly, když se změnilo vedení. Od ročníku 2012/2013 jsou opět k vidění okresní derby s Vlašimí, které jsou vždy vyhecované a divácky atraktivní. Na tato utkání chodí v průměru 800–1 000 diváků.
Své domácí zápasy odehrává klub na zimním stadionu Benešov s kapacitou 2 500 diváků.

## Historické názvy
Zdroj:
- TJ ČSAD Benešov (Tělovýchovná jednota Československé státní automobilové dopravy Benešov)
- VHS HC Benešov (Vodohospodářská společnost Hockey Club Benešov)
- 2007 – fúze s SKLH Benešov ⇒ VHS HC Vodní Lvi Benešov (Vodohospodářská společnost Hockey Club Vodní Lvi Benešov)[3]
- 2009 – HC Vodní Lvi Benešov (Hockey Club Vodní Lvi Benešov)
- 2014 – HC Lev Benešov (Hockey Club Lev Benešov)

## Přehled ligové účasti
Stručný přehled
Zdroj:
- 1936–1937: Středočeská III. třída – sk. Jih (5. ligová úroveň v Československu)
- 1943–1944: Balounkova II. třída – sk. Říčany (5. ligová úroveň v Protektorátu Čechy a Morava)
- 1945–1946: Středočeská I. B třída – sk. Říčany (4. ligová úroveň v Československu)
- 1946–1947: Středočeská I. třída – sk. F (3. ligová úroveň v Československu)
- 1948–1949: Středočeská I. třída – sk. C (3. ligová úroveň v Československu)
- 1949–1950: Středočeská II. třída – sk. C (4. ligová úroveň v Československu)
- 1993–1995: 2. liga – sk. Východ (3. ligová úroveň v České republice)
- 1995–1999: 2. liga – sk. Západ (3. ligová úroveň v České republice)
- 2003–2006: Středočeský krajský přebor (4. ligová úroveň v České republice)
- 2006–2007: 2. liga – sk. Západ (3. ligová úroveň v České republice)
- 2007–2008: 2. liga – sk. Střed (3. ligová úroveň v České republice)
- 2008–2009: 2. liga – sk. Západ (3. ligová úroveň v České republice)
- 2009–2011: 2. liga – sk. Střed (3. ligová úroveň v České republice)
- 2011–2012: 2. liga – sk. Západ (3. ligová úroveň v České republice)
- 2012–2017: Středočeská krajská liga (4. ligová úroveň v České republice)
- 2017– : Středočeská krajská liga – sk. Východ (4. ligová úroveň v České republice)

Jednotlivé ročníky
Zdroj:
Legenda: ZČ - základní část, červené podbarvení - sestup, zelené podbarvení - postup, fialové podbarvení - reorganizace, změna skupiny či soutěže
| Československo (1936–1939)             |                                       |           |           |                                       |                                |
| Sezóny                                 | Soutěž                                | Úroveň    | ZČ        | Play-off, nadstavba, sk. o udržení... | Poznámky                       |
| 1936/1937                              | Středočeská III. třída – sk. Jih      | 5. úroveň | 5. místo  |                                       |                                |
| ...                                    |                                       |           |           |                                       |                                |
| Protektorát Čechy a Morava (1939–1944) |                                       |           |           |                                       |                                |
| Sezóny                                 | Soutěž                                | Úroveň    | ZČ        | Play-off, nadstavba, sk. o udržení... | Poznámky                       |
| ...                                    |                                       |           |           |                                       |                                |
| 1943/1944                              | Balounkova II. třída – sk. Říčany     | 5. úroveň | 1. místo  |                                       | Reorganizace                   |
| Československo (1945–1993)             |                                       |           |           |                                       |                                |
| Sezóny                                 | Soutěž                                | Úroveň    | ZČ        | Play-off, nadstavba, sk. o udržení... | Poznámky                       |
| 1945/1946                              | Středočeská I. B třída – sk. Říčany   | 4. úroveň | 4. místo  |                                       | Reorganizace                   |
| 1946/1947                              | Středočeská I. třída – sk. F          | 3. úroveň | 3. místo  |                                       | Reorganizace                   |
| ...                                    |                                       |           |           |                                       |                                |
| 1948/1949                              | Středočeská I. třída – sk. C          | 3. úroveň | ?. místo  |                                       | Sestup                         |
| 1949/1950                              | Středočeská II. třída – sk. C         | 4. úroveň | ?. místo  |                                       | Reorganizace                   |
| ...                                    |                                       |           |           |                                       |                                |
| Česko (1993– )                         |                                       |           |           |                                       |                                |
| Sezóny                                 | Soutěž                                | Úroveň    | ZČ        | Play-off, nadstavba, sk. o udržení... | Poznámky                       |
| 1993/1994                              | 2. liga – sk. Východ                  | 3. úroveň | 4. místo  |                                       |                                |
| 1994/1995                              | 2. liga – sk. Východ                  | 3. úroveň | 5. místo  |                                       | Změna skupiny                  |
| 1995/1996                              | 2. liga – sk. Západ                   | 3. úroveň | 11. místo |                                       |                                |
| 1996/1997                              | 2. liga – sk. Západ                   | 3. úroveň | 6. místo  |                                       |                                |
| 1997/1998                              | 2. liga – sk. Západ                   | 3. úroveň | 3. místo  | Čtvrtfinále                           |                                |
| 1998/1999                              | 2. liga – sk. Západ                   | 3. úroveň | 13. místo |                                       | Prodej licence do Příbrami     |
| ...                                    |                                       |           |           |                                       |                                |
| 2003/2004                              | Středočeský krajský přebor            | 4. úroveň | 4. místo  |                                       |                                |
| 2004/2005                              | Středočeský krajský přebor            | 4. úroveň | 9. místo  |                                       |                                |
| 2005/2006                              | Středočeský krajský přebor            | 4. úroveň | –. místo  |                                       | Koupě licence od Hvězdy Praha  |
| 2006/2007                              | 2. liga – sk. Západ                   | 3. úroveň | 8. místo  | Osmifinále                            | Změna skupiny                  |
| 2007/2008                              | 2. liga – sk. Střed                   | 3. úroveň | 9. místo  |                                       | Změna skupiny                  |
| 2008/2009                              | 2. liga – sk. Západ                   | 3. úroveň | 4. místo  | Semifinále                            | Změna skupiny                  |
| 2009/2010                              | 2. liga – sk. Střed                   | 3. úroveň | 3. místo  | Semifinále                            |                                |
| 2010/2011                              | 2. liga – sk. Střed                   | 3. úroveň | 2. místo  | Finále                                | Změna skupiny                  |
| 2011/2012                              | 2. liga – sk. Západ                   | 3. úroveň | 8. místo  | Čtvrtfinále                           | Prodej licence do M. Budějovic |
| 2012/2013                              | Středočeská krajská liga              | 4. úroveň | 9. místo  | Skupina o udržení (1. místo)          |                                |
| 2013/2014                              | Středočeská krajská liga              | 4. úroveň | 11. místo |                                       |                                |
| 2014/2015                              | Středočeská krajská liga              | 4. úroveň | 5. místo  | Čtvrtfinále                           |                                |
| 2015/2016                              | Středočeská krajská liga              | 4. úroveň | 8. místo  | Čtvrtfinále                           |                                |
| 2016/2017                              | Středočeská krajská liga              | 4. úroveň | 2. místo  | Semifinále                            | Reorganizace                   |
| 2017/2018                              | Středočeská krajská liga – sk. Východ | 4. úroveň | 1. místo  | Finále                                |                                |
| 2018/2019                              | Středočeská krajská liga – sk. Východ | 4. úroveň | 3. místo  | Čtvrtfinále                           |                                |
| 2019/2020                              | Středočeská krajská liga – sk. Východ | 4. úroveň |           |                                       |                                |

## Galerie

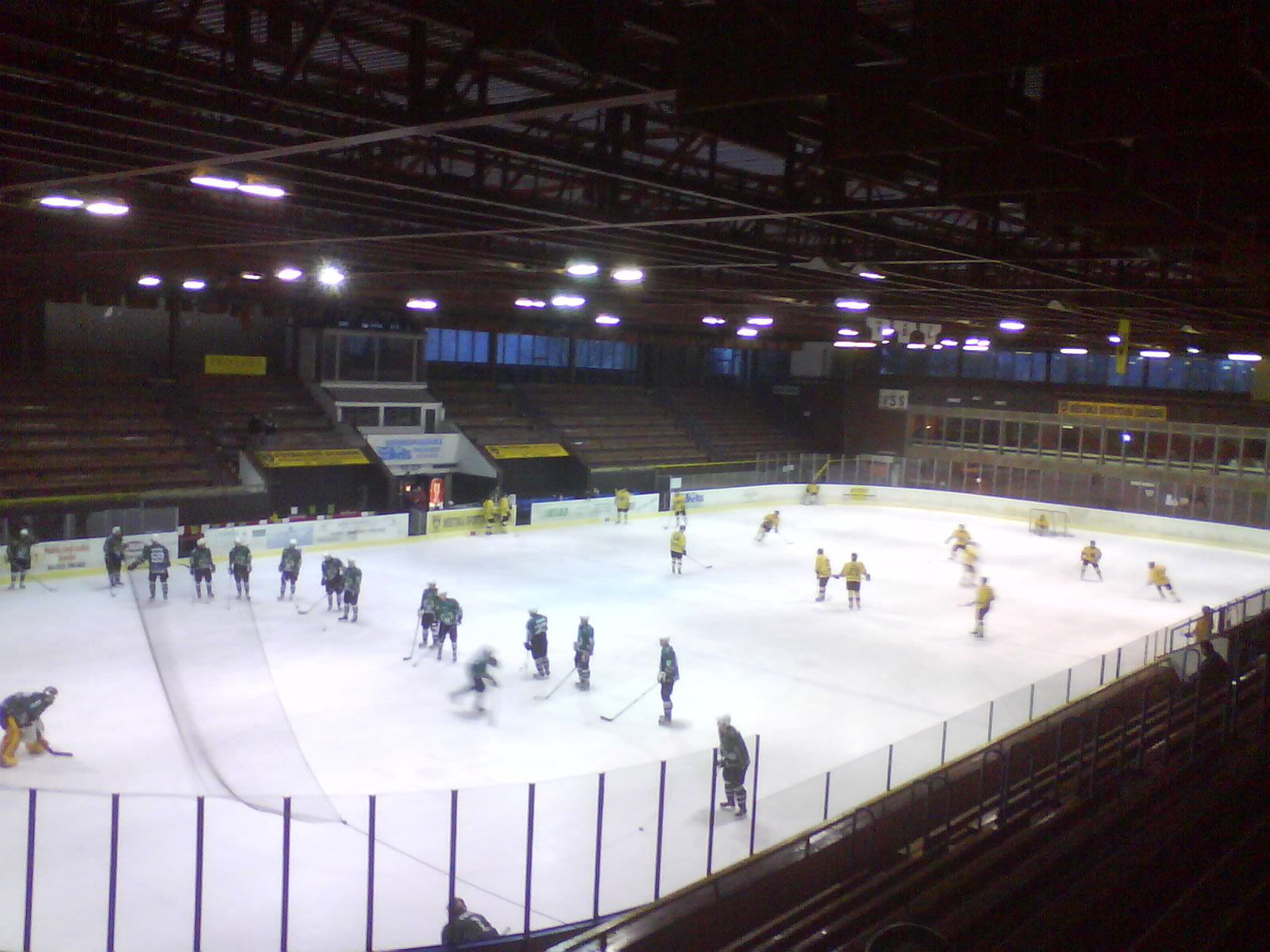
Interiér zimního stadionu
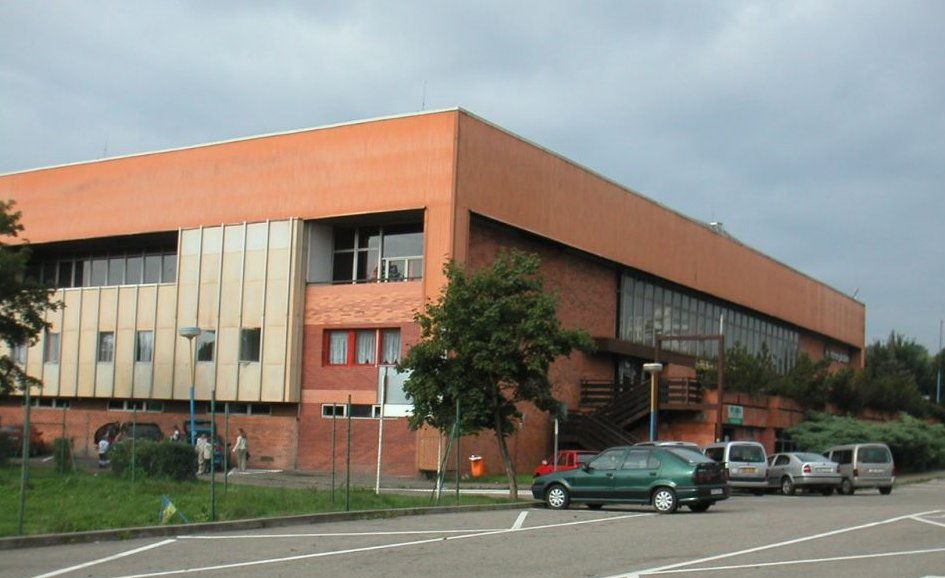
Zimní stadion Benešov